# Condado de Troup
El condado de Troup (en inglés: Troup County), fundado en 1826, es uno de 159 condados del estado estadounidense de Georgia. En el año 2000, el condado tenía una población de 58 779 habitantes y una densidad poblacional de 55 personas por km². La sede del condado es LaGrange.

## Geografía
Según la Oficina del Censo, el condado tiene un área total de 1155 km² (445,9 mi²), de la cual 1072 km² (413,9 mi²) es tierra y 83 km² (32,0 mi²) (7.19%) es agua.

### Condados adyacentes
- Condado de Coweta (noreste)
- Condado de Meriwether (este)
- Condado de Harris (sur)
- Condado de Chambers (Alabama) (suroeste)
- Condado de Randolph (Alabama) (noroeste)
- Condado de Heard (norte-noroeste)

## Demografía
Según el censo de 2000, había 58 779 personas, 21 920 hogares y 15 607 familias residiendo en la localidad. La densidad de población era de 55 hab./km². Había 23 824 viviendas con una densidad media de 22 viviendas/km². El 65.80% de los habitantes eran blancos, el 31.87% afroamericanos, el 0.16% amerindios, el 0.58% asiáticos, el 0.06% isleños del Pacífico, el 0.78% de otras razas y el 0.56% pertenecía a dos o más razas. El 1.71% de la población eran hispanos o latinos de cualquier raza.
Los ingresos medios por hogar en la localidad eran de $35 469, y los ingresos medios por familia eran $41 891. Los hombres tenían unos ingresos medios de $31 863 frente a los $22 393 para las mujeres. La renta per cápita para el condado era de $17 626. Alrededor del 14.80% de la población estaban por debajo del umbral de pobreza.

## Transporte

### Principales carreteras
- Interestatal 85
- Interestatal 185
- U.S. Route 27
- U.S. Route 29
- Ruta Estatal de Georgia 14
- Ruta Estatal de Georgia 18
- Ruta Estatal de Georgia 54

## Localidades
- Hogansville
- LaGrange
- West Point
- Mountville (Georgia) (no incorporado)
- Harrisonville (Georgia) (no incorporado)